# Tillandsia bermejoensis
Tillandsia bermejoensis är en gräsväxtart som beskrevs av H.Hrom. och Werner Rauh. Tillandsia bermejoensis ingår i släktet Tillandsia och familjen Bromeliaceae. Inga underarter finns listade i Catalogue of Life.